# Genista transcaucasica
Genista transcaucasica är en ärtväxtart som beskrevs av Schischkin. Genista transcaucasica ingår i släktet ginster, och familjen ärtväxter. Inga underarter finns listade i Catalogue of Life.